# Tipton Township (comté de Hardin, Iowa)
Tipton Township est un township, du comté de Hardin en Iowa, aux États-Unis,.
Le township est fondé en 1859. Il est nommé en référence à Tipton Creek, baptisé en référence à John Tipton (en).

## Source de la traduction
- (en) Cet article est partiellement ou en totalité issu de l’article de Wikipédia en anglais intitulé « Tipton Township, Hardin County, Iowa » (voir la liste des auteurs).